# Copa da Escócia de 1922–23
A Copa da Escócia de 1922-23 foi a 45º edição do torneio mais antigo do futebol da Escócia. O campeão foi o Celtic F.C., que conquistou seu 10º título na história da competição ao vencer a final contra o Hibernian F.C., pelo placar de 1 a 0.

## Premiação
| Copa da Escócia de 1922-23       |
| Escócia                          |
| -------------------------------- |
| Celtic F.C. Campeão (10º título) |